# Di notte (Alan Sorrenti)
Di notte è il settimo album del cantautore italiano Alan Sorrenti, pubblicato dall'etichetta discografica CBO e distribuito dalla EMI nel 1980.

## Il disco
Il disco si apre con Non so che darei, brano presentato quell'anno all'Eurovision Song Contest, dove si classifica al sesto posto, e si chiude con If You Need Me Now, versione con testo in lingua inglese della stessa canzone.
Sorrenti partecipa alla composizione e produzione di tutti i brani.

## Tracce

### Lato A
1. Non so che darei
2. Magico... di notte
3. Prova con me
4. L'ora del tramonto

### Lato B
1. Ora 06
2. Avrei dovuto dirti no
3. Non è follia
4. If You Need Me Now